# Mega Man 6
Mega Man 6, conhecido no Japão como Rockman 6: Shijō Saidai no Tatakai!! (ロックマン6 史上最大の戦い!!, Rokkuman Shikkusu: Shijō Saidai no Tatakai!!), é um jogo eletrônico de ação-plataforma desenvolvido e publicado pela Capcom. Foi lançado inicialmente em novembro de 1993 para Nintendo Entertainment System, e faz parte da série Mega Man. Foi o último título dessa série a ser lançado no NES, sendo que no ano seguinte foi lançado Mega Man 7 apenas no sistema Super NES. Segundo dados contidos no próprio jogo, o projeto de Mega Man 6 ficou a cargo de Turkey-613. Inafking cuidou do desenho de objetos, e a trilha sonora foi composta por Yuko Takehara.

## Recepção e legado
Mega Man 6 teve uma recepção favorável de publicações e sites de jogos. Os gráficos, controles, nível de dificuldade e power-ups adicionados foram elogiados em geral. A GamePro ficou impressionada com alguns dos novos inimigos e chefões maiores no meio dos estágios, mas não gostou da reciclagem de Master Weapons vista nos jogos de Mega Man anteriores. No geral, a revista descreveu os gráficos, áudio e design de nível em Mega Man 6 como tarifa padrão para a franquia e chamou o jogo de uma "rocha de diversão confiável de NES" em uma série que é tão "previsível quanto a maré". O editor Tony Ponce, da Destructoid, considerou Mega Man 6 o melhor jogo de toda a série. Ele argumentou que o jogo "era retro antes que retro fosse legal" devido à decisão da Capcom de desenvolvê-lo como um jogo de maior perfil no NES durante a era dos consoles de quarta geração. Ele também elogiou sua música, as introduções para cada Robot Master e o uso de caminhos de ramificação em cada nível, entre muitos outros motivos. A Nintendo Power listou Mega Man 6 como o melhor jogo de NES de 1993, afirmando, "Sua sexta aventura no NES, na qual ele usa dois novos Power-Ups especiais, pode ser apenas o seu melhor". Craig Skistimas da ScrewAttack também apreciou as inovações e disse ter se arrependido de não saber do jogo quando foi lançado. Mega Man 6 foi listado pela IGN como o 58º melhor jogo do NES. Os escritores resumiram, "Mega Man 6 é considerado por muitos como o último lançamento NES que vale a pena no catálogo, e embora isso não diga muito quando olhamos para os contemporâneos do título, Mega Man 6 ainda é tão bom quanto pode ser em muitos aspectos."